# Air France
Air France (phát âm tiếng Pháp: [ɛːʁ fʁɑ̃s]; formally Société Air France, S.A.), cách điệu thành AIRFRANCE, là hãng hàng không quốc gia của Pháp, đặt trụ sở tại Tremblay-en-France, phía bắc thủ đô Paris. Air France là một công ty thành viên của Air France-KLM và là đồng sáng lập của liên minh hàng không SkyTeam.
Tổng hành dinh của công ty tại Sân bay quốc tế Charles de Gaulle gần Paris; tổng hành dinh này ngày nay được hãng Air France - KLM sử dụng. Giữa tháng 4 năm 2001 và tháng 3 năm 2002, hãng này vận chuyển 43,3 triệu khách và đạt doanh thu 12,53 tỉ EURO. Công ty con của Air France, Régional, cung cấp các chuyến bay phản lực trong vùng và turboprop trong châu Âu. 

## Liên minh Air France-KLM

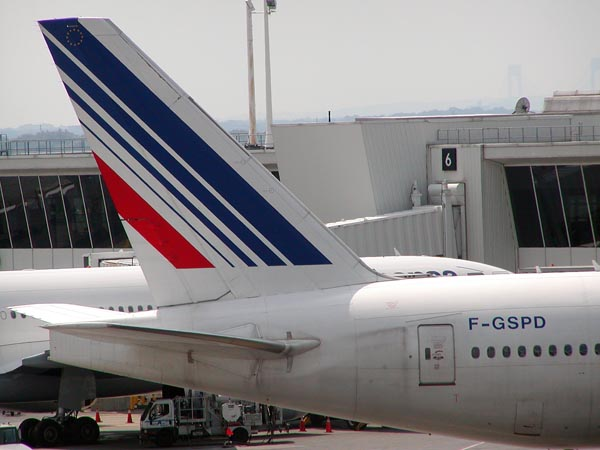
Boeing 777-200ER tail

Air France đã mua lại công ty KLM của Hà Lan tháng 5/2004, tạo ra hãng mới Air France - KLM. Air France - KLM là công ty hàng không lớn nhất thế giới về mặt doanh thu hoạt động, lớn thứ 3 thế giới (lớn nhất châu Âu) về lượng hành khách-km vận chuyển.
Air France-KLM là một thành viên của Liên minh SkyTeam với Aeroflot, Delta Air Lines, Aeroméxico, Korean Air, Czech Airlines, Alitalia, China Southern Airlines, Kenya Airways, Air Europa, TAROM và Vietnam Airlines. Cả Air France và KLM tiếp tục bay dưới các tên thương hiệu riêng.

## Lịch sử
Air France được thành lập ngày 7/10/1933 thông qua việc sáp nhập các hãng Air Orient, Compagnie Générale Aéropostale, Société Générale de Transport Aérien (SGTA, công ty hàng không đầu tiên của Pháp, thành lập với tên Lignes Aériennes Farman năm 1919), Air Union và CIDNA (Compagnie Internationale de Navigation). Hãng đã có mạng lưới rộng lớn khắp châu Âu và các thuộc địa Pháp ở Bắc châu Phi và Đông Dương. Trong chiến tranh thế giới thứ 2, Air France chuyển hoạt động đến Casablanca, Maroc; hãng này đã xuất hiện trong bộ phim nổi tiếng Casablanca.

Hành khách xuống máy bay Air France Sud-Est SE-161 Languedoc.

Sau đệ nhị thế chiến, hãng này đã bị quốc hữu hóa và Societe Nationale Air France được thành lập ngày 1/1/ năm 1946. Compagnie Nationale Air France được thành lập bằng một đạo luật của quốc hội ngày 16/6 năm 1948. Chính phủ nắm giữ 70% công ty mới và giữa năm 2002 vẫn còn nắm giữ 54$ cổ phàn của hãng. Ngày 4/8 năm 1948, Max Hymans được bổ nhiệm làm chủ tịch của Air France. Trong 13 năm cầm quyền, ông đã thực thi chính sách hiện đại hoá dựa trên máy bay phản lực đặc biệt Sud Aviation Caravelle và Boeing 707. 
Năm 1949 công ty này là một trong những sáng lập viên của SITA (Société Internationale de Télécommunications Aéronautiques). Hãng đã sử dụng De Havilland Comet trong một thời gian ngắn từ năm 1953, nhưng đã sớm thay bằng Vickers Viscount. Năm 1959 hãng đã bắt đầu sử dụng rộng rãi máy bay phản lực thanh lịch 2 động cơ Sud Aviation Caravelle. Sau đó hãng vẫn sử dụng máy bay Boeing, nhưng cũng giống như nhiều hãng hàng không châu Âu khác, hãng bắt đầu cam kết sử dụng máy bay Airbus từ năm 1974.
Năm 1976, hãng đã bắt đầu sử dụng máy bay siêu thanh Concorde SST tại Paris-Charles de Gaulle trên tuyến đi New York cũng như một số tuyến khác. Thời gian bay từ New York đến Paris bằng loại máy bay này là 3h20, nhanh gấp đôi tốc độ âm thanh.
Năm 1986, chính phủ nới lỏng chính sách phân chia quyền lưu thông đối với các dịch vụ theo lịch trình giữa Air France, Air Inter và UTA, không có sự trùng lặp về tuyến đường giữa chúng. Quyết định này đã mở ra một số đường bay sinh lợi nhất của Air France mà nó đã được hưởng độc quyền do chính phủ chấp thuận kể từ năm 1963 và nằm trong phạm vi ảnh hưởng độc quyền của hãng, cho các hãng hàng không đối thủ, đặc biệt là UTA. Những thay đổi cho phép UTA triển khai các dịch vụ theo lịch trình đến các điểm đến mới trong phạm vi của Air France, cạnh tranh với hãng hàng không đó.
Đường bay Paris - San Francisco trở thành đường bay đầu tiên mà UTA phục vụ cạnh tranh với Air France đi thẳng từ Paris. Air France đã đáp lại bằng cách mở rộng một số tuyến bay thẳng Paris - Los Angeles đến Papeete, Tahiti nhằm cạnh tranh với UTA. Khả năng của UTA trong việc đảm bảo quyền lưu thông bên ngoài phạm vi truyền thống của mình trong cuộc cạnh tranh với Air France là kết quả của chiến dịch vận động chính phủ để giúp nó phát triển nhanh hơn, năng động hơn và có lợi hơn.
Năm 1987, Air France cùng với Lufthansa, Iberia và SAS thành lập Amadeus, công ty IT (còn được gọi là GDS) cho phép các đại lý du lịch bán các sản phẩm của những người sáng lập và các hãng hàng không khác từ một hệ thống duy nhất.
Ngày 12/1/1990, các hoạt động của Air France thuộc sở hữu của chính phủ, Air Inter và Union de Transports Aériens (UTA) được hợp nhất thành Air France enlarged. Những năm 1990, chính phủ có kế hoạch thành lập một hãng hàng không quốc gia thống nhất với quy mô kinh tế và tầm hoạt động toàn cầu để chống lại các mối đe dọa tiềm tàng từ việc tự do hóa thị trường vận tải hàng không nội bộ của EU.

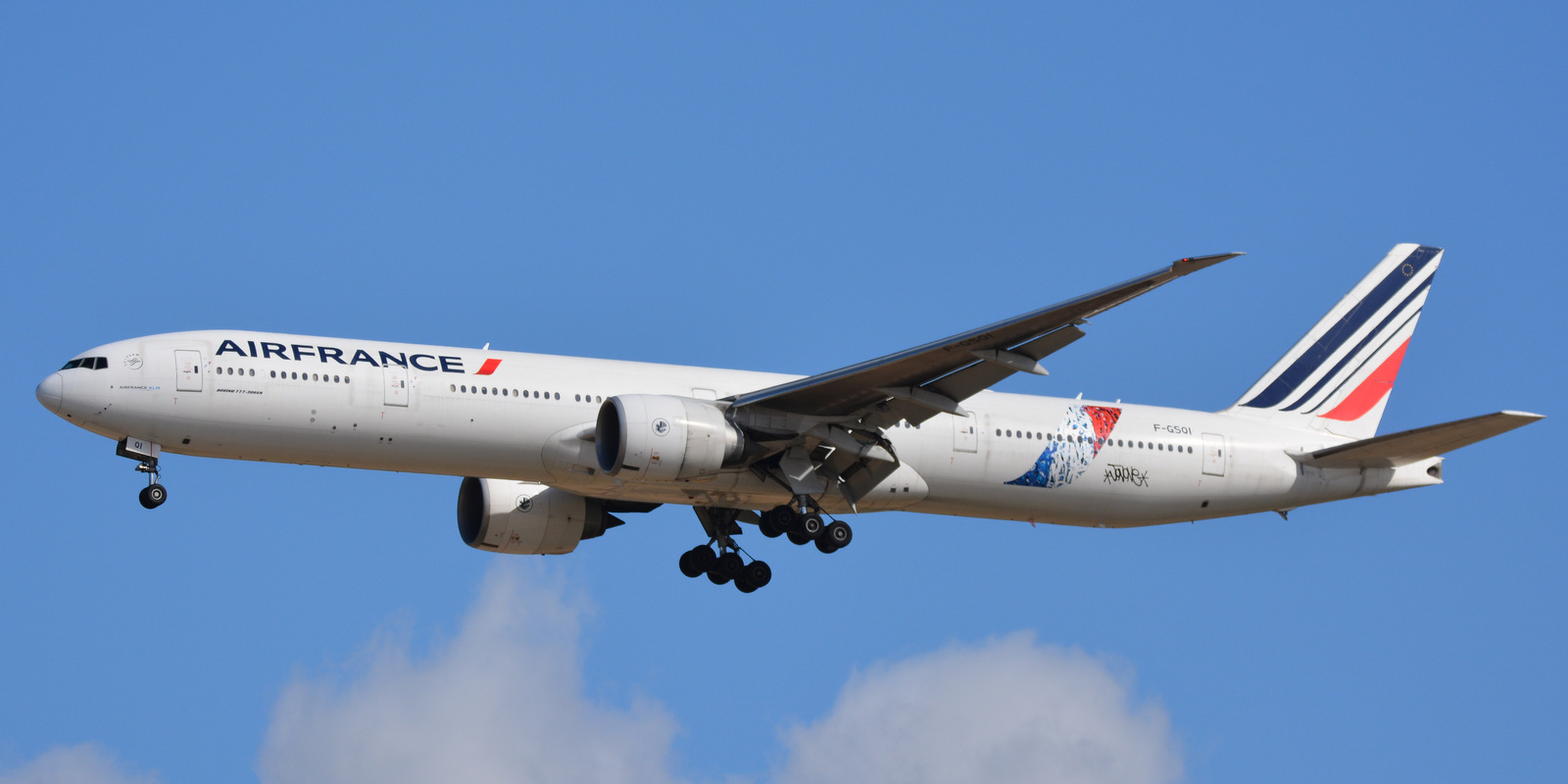
Boeing 777-300ER

Ngày 17/10/2007, việc chia sẻ lợi nhuận và doanh thu giữa Air France - KLM và Delta Air Lines đã được công bố trong một cuộc họp báo tại trụ sở chính của Air France - KLM. Liên doanh bắt đầu có hiệu lực vào ngày 29/3/2008. Với mục đích khai thác các chuyến bay xuyên Đại Tây Dương để nắm bắt một phần lớn lưu lượng kinh doanh, mở cửa cho sự cạnh tranh không hạn chế vào ngày đó do hiệp ước "Bầu trời mở" giữa EU và Hoa Kỳ. Dự kiến, Air France và Delta Air Lines sẽ bắt đầu khai thác 9 chuyến khứ hồi hàng ngày giữa London - Heathrow và các điểm đến ở Hoa Kỳ, bao gồm một chuyến hàng ngày từ London - Heathrow đến Los Angeles của Air France. Sau khi liên doanh sẽ được mở rộng cho hai đối tác thuộc SkyTeam, cho phép cả bốn đối tác có các chuyến bay liên danh cũng như chia sẻ doanh thu và lợi nhuận. Liên doanh xuyên Đại Tây Dương mới đánh dấu sự mở rộng lớn thứ hai của Tập đoàn Air France - KLM tại thị trường London. Tuy nhiên, tuyến bay từ London - Heathrow đến Los Angeles không hiệu quả như mong đợi và đã bị ngừng hoạt động vào tháng 11/2008.

## Thỏa thuận liên danh
- Aeroflot
- Aerolíneas Argentinas
- Aeroméxico
- Air Antilles
- Air Astana
- Air Austral
- Air Burkina
- Air Corsica
- Air Europa
- Air France Hop
- Air Malta
- Air Mauritius
- Air Serbia
- Air Seychelles
- Air Tahiti Nui
- airBaltic
- Aircalin
- Alitalia
- Austrian Airlines
- Azerbaijan Airlines
- Bangkok Airways
- Belavia
- Bulgaria Air
- China Eastern Airlines
- China Southern Airlines
- CityJet
- Comair
- Copa Airlines
- Copa Airlines Colombia
- Croatia Airlines
- Czech Airlines
- Delta Air Lines
- Etihad Airways
- Finnair
- Garuda Indonesia
- Gol Transportes Aéreos
- Georgian Airways
- Japan Airlines
- Kenya Airways
- KLM
- Korean Air
- LATAM Brasil
- Luxair
- Middle East Airlines
- Qantas
- Saudia
- Singapore Airlines
- Sky Express (Hy Lạp)
- Swiss International Air Lines
- TAAG Angola Airlines
- TAROM
- Ukraine International Airlines
- Vietnam Airlines
- WestJet
- Widerøe
- Winair

## Đội máy bay

### Đội máy bay chở khách
Đội máy bay chở khách của Air France bao gồm những máy bay sau (tính đến tháng 5/2021)
 Lưu trữ ngày 13 tháng 8 năm 2007 tại Wayback Machine
*Short Haul aircraft base L'Espace Affaires seating amounts by demand.
Tuổi trung bình của đội tàu bay Air France là 8,9 năm vào tháng 9 năm 2006 .

## Các hạng ghế dịch vụ

### Hạng Thương gia
Phục vụ trên các chặng bay đường dài sử dụng tàu bay thân rộng. Hạng thương gia có ghế nằm phẳng có thể ngả về sau tới hai mét. Mỗi chỗ ngồi bao gồm một màn hình TV màn hình cảm ứng 10,4 inch gồm 12 ngôn ngữ (Tiếng Pháp, tiếng Anh, tiếng Tây Ban Nha, tiếng Bồ Đào Nha Brazil, tiếng Trung, tiếng Nhật, tiếng Hàn, tiếng Đức, tiếng Ý, tiếng Hà Lan, tiếng Nga và tiếng Ả Rập) với hệ thống trò chơi tương tác và AVOD, đèn đọc sách, điện thoại cá nhân và cổng nguồn máy tính xách tay. Bữa ăn bao gồm các bữa ăn ba món và dịch vụ đồ uống và tráng miệng sẽ được phục vụ ngay sau khi máy bay cất cánh.

### Hạng Phổ thông đặc biệt
Phục vụ trên các chuyến bay đường dài trên các máy bay Boeing 777-200ER, Boeing 777-300ER, Airbus A330-200 vào cuối năm 2009 và đầu năm 2010 và Airbus A380-800 vào cuối năm 2010 và đầu năm 2011. Cấu hình sắp ghế (2-3-2 trên đội bay Airbus A330 và A380 và (3-3-3) trên Boeing 777 phục vụ các tuyến bay đi Ấn Độ Dương và khu vực Caribe. Ghế có kích thước 38 inch (36 inch cho ghế Alize đường dài), ghế vỏ sò cố định ngả 123 °, bao gồm gối tựa đầu có thể điều chỉnh, màn hình cảm ứng 10,4 inch, đèn đọc sách cá nhân, các cổng điện đa năng và chỗ để chân có thể điều chỉnh được (thêm 40% không gian so với ghế Voyageur; ghế rộng hơn 20% và có thêm 20% chỗ để chân). Khoang chứa 32 người trên Boeing 777-300ER, 24 trên Boeing 777-200 và 21 trên Airbus A340-300 & A330-200 (giữa khoang Thương gia và Phổ thông). Hành khách nhận được gấp đôi mức hành lý, các dịch vụ sân bay ưu tiên, quyền sử dụng phòng chờ (tính phí) và số dặm bay thường xuyên. Trên tàu bay, các tiện nghi hạng thương gia bao gồm tai nghe chống ồn Sennheiser; một bộ tiện ích (bao gồm tất, mặt nạ mắt, bàn chải đánh răng & kem đánh răng và nút bịt tai); chăn và dịch vụ ăn uống cao cấp với bữa ăn nóng; kẹo; kem;đồ uống đều được phục vụ bằng bộ đồ dùng thủy tinh. Ghế Phổ thông Đặc biệt cải tiến mới sử dụng một ghế vỏ sò đã được giới thiệu từ tháng 6/2014 trên máy bay Boeing 777, có đệm tốt hơn và cải thiện chỗ để chân, tăng thêm sự thoải mái cho hành khách.

### Hạng Phổ thông
Phục vụ trên tất cả các chuyến bay.

## Tai nạn và sự cố
- Ngày 26 tháng 6 năm 1988, chuyến bay 296 của Air France bay đến Mulhouse - Habsheim phi công đã để chuyến bay lái tự động. Khi gần tới sân bay máy bay ở độ cao khoảng 200 - 300 Feet và cơ trưởng đã nhận thấy khi qua khỏi đám cây gần sân bay mới vào được đường băng và đã tăng tốc cho chiếc máy bay tăng lên cao, nhưng đã thất bại chiếc máy bay đã lao vào đống cây và đâm sầm xuống đất(cách sân bay khoảng 2 km). 3 người thương vong do đã thắt dây an toàn và không cởi ra được, toàn bộ hành khách khác đã may mắn sống sót.
- Ngày 31 tháng 5 năm 2009, chuyến bay 447 của Air France đã rơi trên Đại Tây Dương, toàn bộ 228 người trong máy bay đều thiệt mạng.
- Ngày 2 tháng 8 năm 2005, chuyến bay 358 của Air France đã cất cánh từ Sân Bay Charles De Gaulle trong thời tiết sắp có bão, khi bão xuất hiện ATC yêu cầu chiếc 358 quay lại sân bay. Chiếc máy bay đã hạ cánh an toàn nhưng khi phi công giản nén động cơ ra thì có 1 động cơ bốc cháy và nổ phần cánh bên phải của chiếc Air France, chiếc máy bay đã lọt ra khỏi đường băng và nổ tung. Rất may là khi nổ tung không có ai thương vong.
- Ngày 25 tháng 7 năm 2000, chiếc máy bay Concorde số hiệu 4590 bay từ sân bay Charles De Gaulle.  Khi máy bay Concorde là một máy bay tốc độ cực cao đối với chiếc này thì đã có tai nạn theo thì 1 mảnh kim loại của chiếc DC-10 Continental Airlines chuyến bay số 55 đã rơi ra và khi chiếc Air France 4590 cất cánh thì kim loại đã đụng vào 1 chiếc động cơ và làm bốc cháy 1 động cơ gần đó khiến máy bay càng khó lái hơn. Phi công đang cố gắng cho chiếc máy bay càng càng cao hơn nhưng máy bay tốc độ quá cao và bắt đầu Stall (thất tốc) rơi xuống chiếc máy bay ở độ rất thấp cũng đang ở 1 đường cao tốc ai cũng thấy chiếc máy bay bốc cháy động cơ. Chiếc máy bay đâm sầm vào 1 khách sạn khiến 4 người dưới đất và 107 hành khách thiệt mạng may mắn 1 người trong khách sạn đã thoát ra an toàn, toàn bộ 113 người thiệt mạng.
- Ngày 24 tháng 12 năm 1994, chuyến bay số hiệu 8969 đã cất cánh từ sân bay Houari Boumedienne tới sân bay Paris-Orly. Tuy nhiên chiếc máy bay đang bay ở giữa bầu trời thì bỗng nhiên có không tặc cắp máy bay chúng báo sẽ cho nổ máy nếu không nghe lời hắn. Nhưng chiếc máy bay cũng đã cố gắng hạ cánh an toàn, chiếc máy bay đã hạ cánh an toàn tuy nhiên chúng giết hết cả ba hành khách vì không nghe lời nhưng không cho nổ máy bay vì máy bay đã hạ cánh an toàn. Cảnh sát khu vực Sân bay Paris - Orly đã giết hết 4 tên không tặc số hành khách bị thương là 25 người, sống sót là 229 người toàn bộ 7 người đã thiệt mạng (bao gồm không tặc).

### Các tàu bay thôi sử dụng

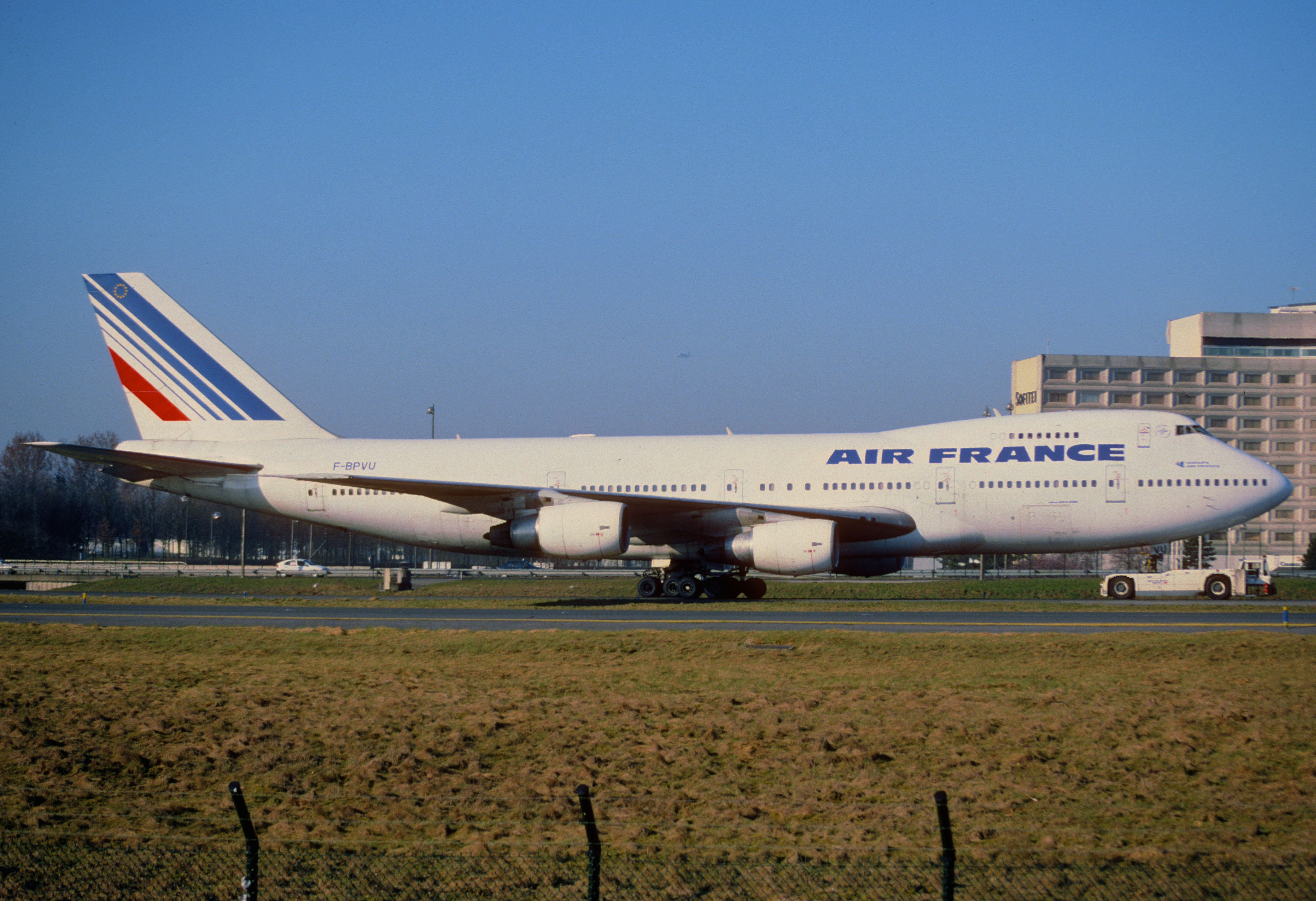
Boeing 747-200

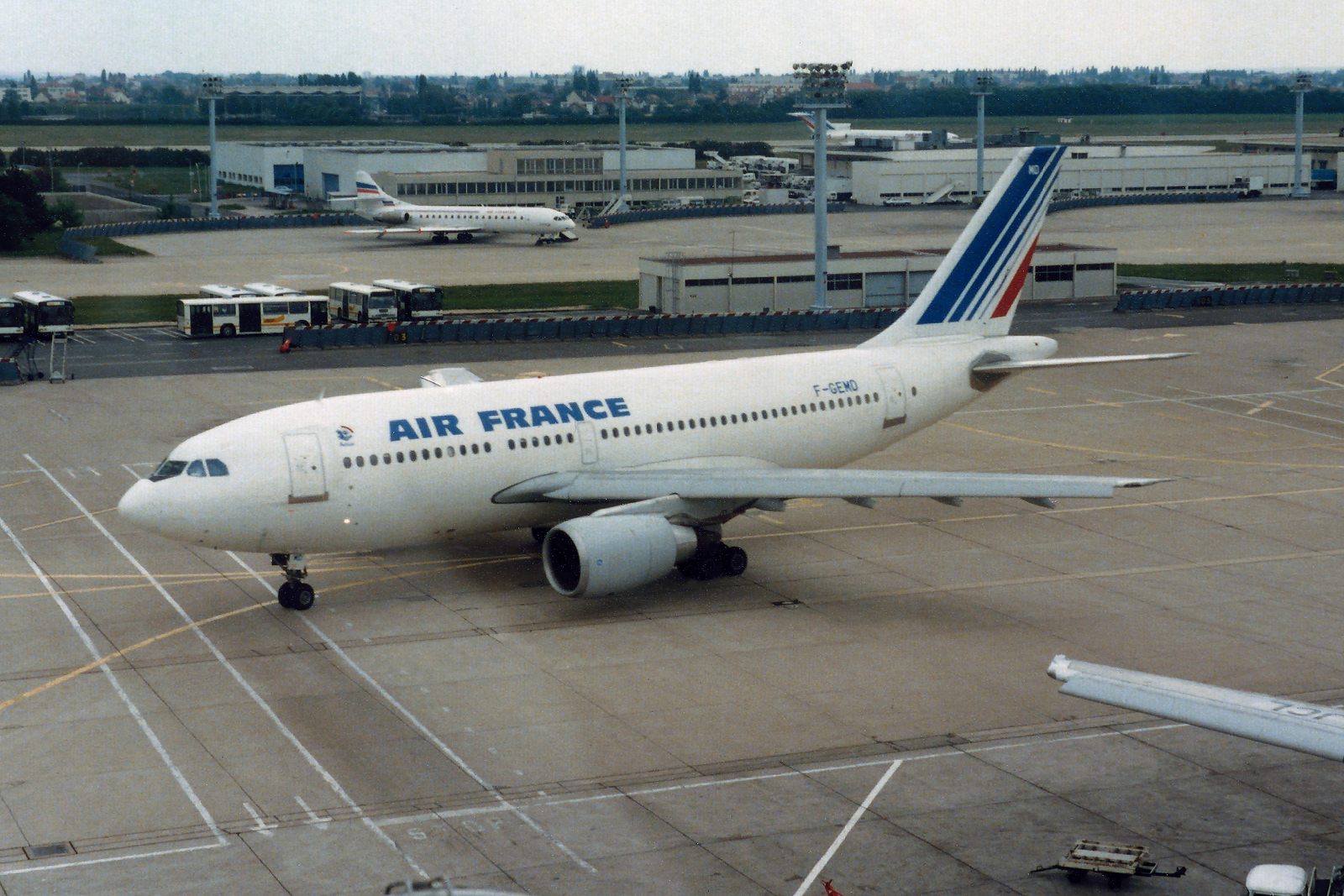
Airbus A310

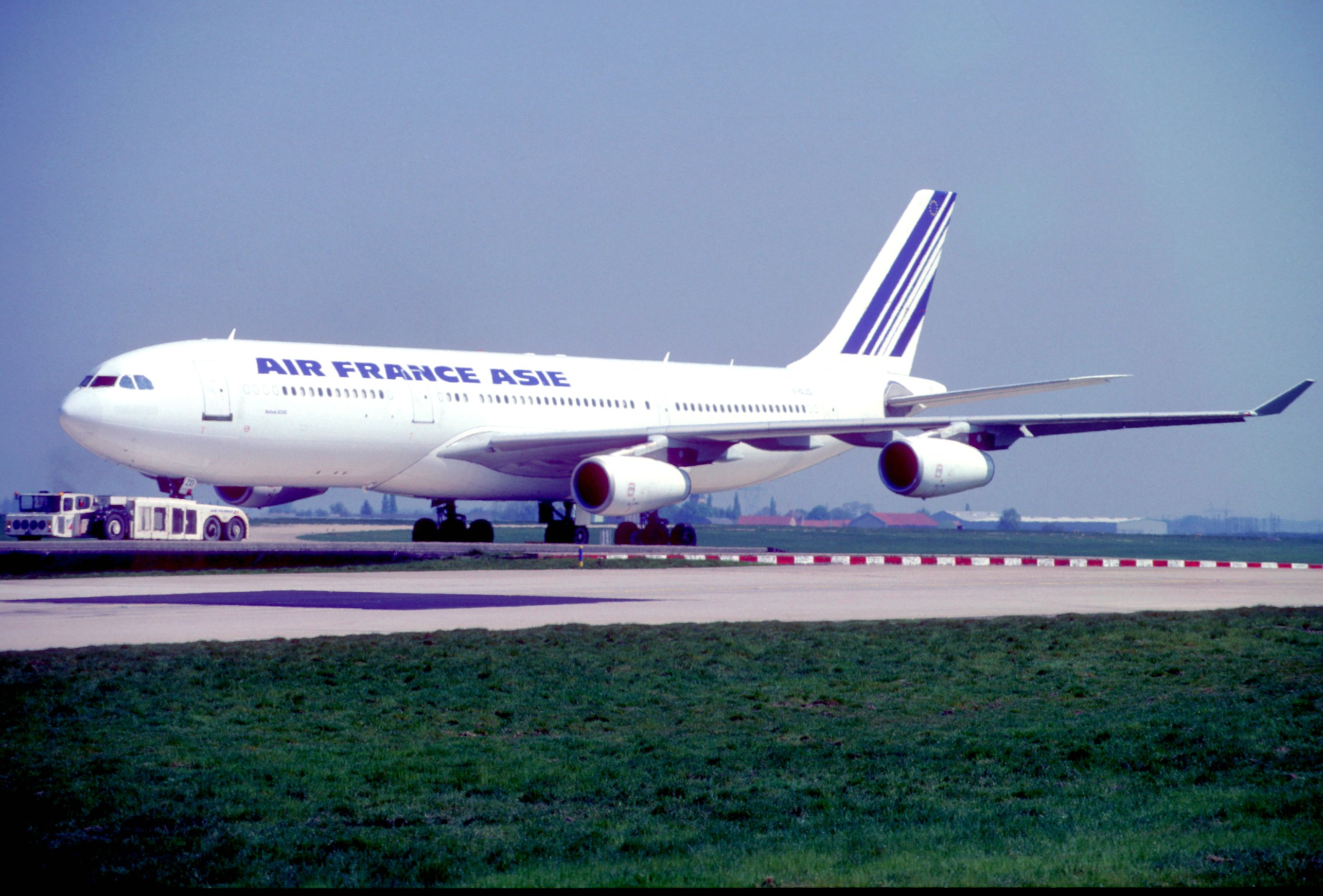
Airbus A340-200

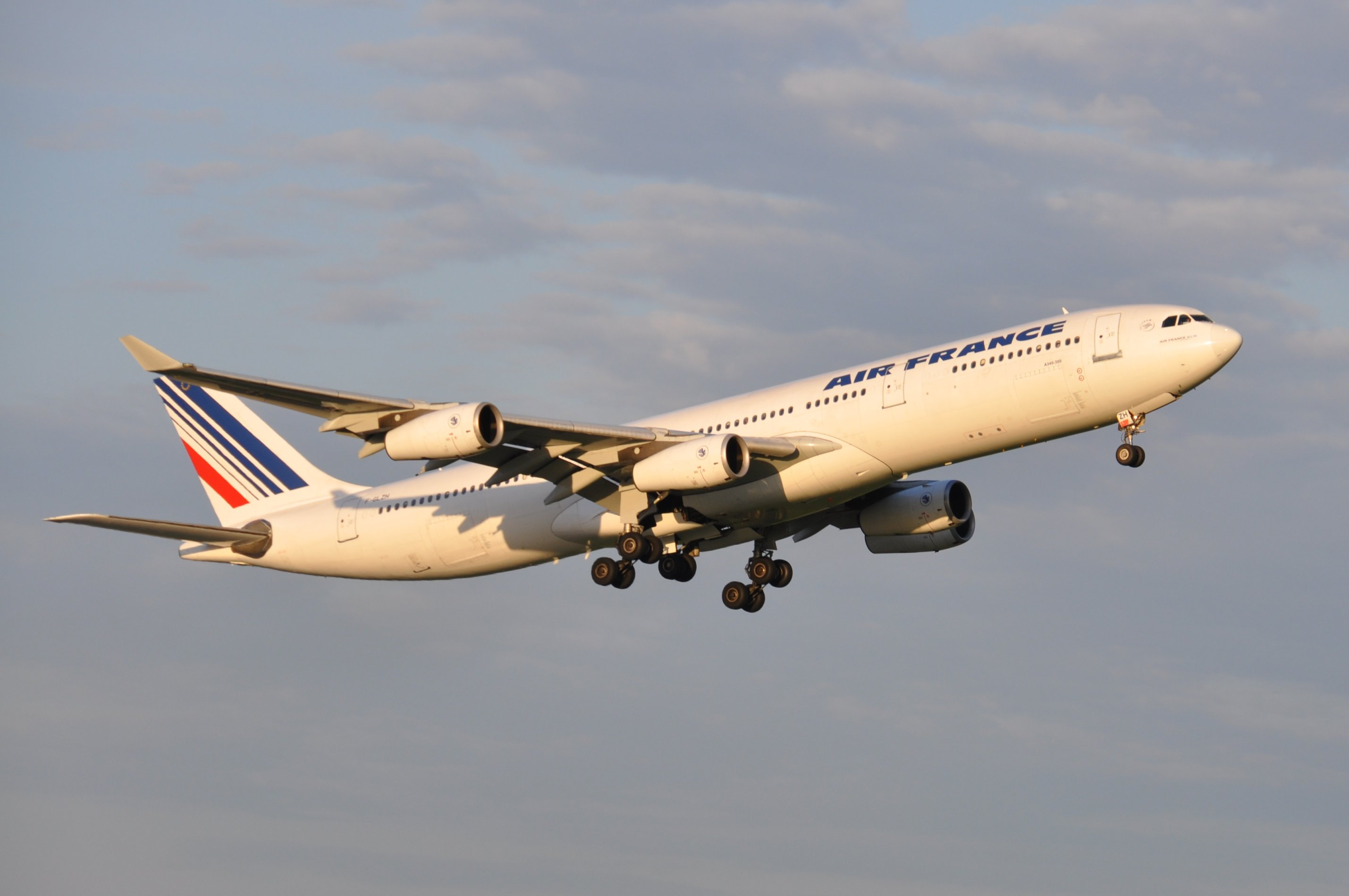
Airbus A340-300

- Aérospatiale-BAC Concorde
- Airbus A300B2-100
- Airbus A300B4-200
- Airbus A310-200
- Airbus A310-300
- Airbus A320
- Airbus A340-200
- Airbus A340-300
- Airbus A380
- Bleriot 5190
- Bloch 220
- Boeing 707-320B
- Boeing 707-320C
- Boeing 707-320 Intercontinental
- Boeing 727
- Boeing 737-200
- Boeing 737-300
- Boeing 737-500
- Boeing 747-100
- Boeing 747-200B
- Boeing 747-200F
- Boeing 747-200M
- Boeing 747-200M/SUD
- Boeing 747-300
- Boeing 747-300M
- Boeing 747-400
- Boeing 747-400BCF
- Boeing 747-400ERF
- Boeing 747-400M
- Boeing 767-200ER
- Boeing 767-300ER
- Breguet 763
- Convair 990
- de Havilland Comet
- Dewoitine 338
- Douglas DC-3
- Douglas DC-4
- Farman 2200
- Lockheed Constellation
- Sud Aviation Caravelle
- Sud-Est SE-161 Languedoc
- Vickers Viscount
- Wibault 282

## Air France sử dụng dầu ăn để bay đến Canada
Chuyến bay AF342 cất cánh từ Sân bay Paris-Charles-de-Gaulle hôm 18/5/2021 sử dụng máy bay Airbus A350-900 với 16% hỗn hợp nhiên liệu hàng không bền vững (SAF) trong các thùng nhiên liệu của hãng, do Total S.A sản xuất tại Pháp từ dầu ăn đã qua sử dụng. Chuyến bay báo hiệu "tham vọng chung trong việc loại bỏ carbon trong vận tải hàng không và phát triển chuỗi cung ứng nhiên liệu hàng không bền vững ở Pháp".
Nhiên liệu máy bay được sản xuất từ nhiên liệu sinh khối (phế phẩm từ nông lâm nghiệp) hoặc tổng hợp từ năng lượng tái tạo có khả năng giảm lượng khí thải carbon, mặc dù với chi phí đắt đỏ so với giá dầu. Nhiên liệu xanh được sử dụng cho chặng bay Paris-Montreal được Total S.A sản xuất tại nhà máy Oudalle gần Le Havre và La Mede - nhà máy lọc dầu ở miền nam nước Pháp được chuyển đổi sang nhiên liệu sinh học vào năm 2019.
Bắt đầu từ năm 2022, các chuyến bay khởi hành từ Pháp sẽ phải sử dụng 1% nhiên liệu hàng không bền vững hay còn gọi là SAF, trước mục tiêu của Liên minh châu Âu là đạt 2% vào năm 2025 và 5% vào năm 2030 theo chính sách Thỏa thuận Xanh của khối.